# Société Linguistique de Paris
Société Linguistique de Paris – francuskie towarzystwo naukowe założone w 1864 roku, zajmujące się badaniami naukowymi z dziedziny językoznawstwa, wydaje Bulletin de la Société de Linguistique, jego siedziba znajduje się na École pratique des hautes études. W 1997 roku zorganizowało Congrès International des Linguistes w Paryżu.